# Лядовський Микола Мусійович
Микола Мусійович Лядовський (нар. 11 червня 1923, Стіна — пом. 24 листопада 2001, Сімферополь) — український живописець, графік; член Спілки художників України з 1960 року.

## Біографія
Народився 11 червня 1923 року в селі Стіні Томашпільського (тепер Тульчинського району) Вінницької області. Брав участь у німецько-радянській війні. 1949 року закінчив Кримське художнє училище імені М. С. Самокиша (викладачі Сергій Владимиров, Михайло Щеглов). Відтоді у Сімферополі — викладач культурно-освітнього училища; від 1951 року працював у Кримському товаристві «Художник»; у 1953—1985 роках — на Кримському художньо-виробничому комбінаті. Учасник обласних, всеукраїнських, всесоюзних мистецьких виставок від 1950 року (персональні — у Москві у 1958 році, Сімферополі у 1989 році).
Жив у Сімферополі в будинку на вулиці Столяревського, 21. Помер у Сімферополі 24 листопада 2001 року.

## Творчість
Працював в галузі станкового та монументального живопису і графіки. Створював сюжетні композиції, пейзажі, ілюстрував книги. Серед робіт:
живопис
- серії «Севастополь» (1957–1958),  «Святкове місто» (1968);
- «Оборона Севастополя» (1957, у співавторстві з О. Грачовим);
- «У Кримському степу» (1959—1960);
- «Теслярі (Батько й син)» (1960);
- «Опівдні» (1961);
- «Вечір біля моря» (1961);
- «Перше ґроно» (1964);
- триптих «Партизани» (1969);
- «Подружки» (1971);
- «Ріка Снов» (1971; 1975);
- «Кримський пейзаж» (1973);
- «Біля сільмагу» (1976);
- «Озимі» (1980);
- «Яхт-клуб» (1986);
- «Похмурий день» (1987);
- «На етюдах» (1989);

ілюстрації до книг
- «Живым говори – “До свидания”» Марії Глушко (Сімферополь, 1963);
- «Дети Севастополя» Бориса Борисова (Севастополь, 1963);
- «Це мій син» Марії Глушко (1965);
- «Приглашение к путешествию: Рассказы о Крыме» О. Криштоф (Сімферополь, 1965).

Мозаїчне панно «Чорномор'я» на пансіонаті «Чорномор'я» в Ялті (1965, у співавторстві з Л. Лабенком).
Деякі полотна зберігаються у Сімферопольському художньому музеї.